# Eurytoma pulchella
Eurytoma pulchella is een vliesvleugelig insect uit de familie Eurytomidae. De wetenschappelijke naam is voor het eerst geldig gepubliceerd in 1898 door De Stefani.